# Punkt (Satzzeichen)
Der Punkt (.) wird beim Schreiben und in der Typografie unter anderem als Satzzeichen verwendet (ASCII-Wert dezimal 46, hexadezimal 2E).

## Verwendung

### Punkte als Satzzeichen
- Der Punkt beendet einen Aussagesatz; dieser kann auch verkürzt sein:
„Heute ist das Wetter schön.“
„Wie findest du das? Gut.“ (= „Ich finde das gut.“)

- Drei Punkte hintereinander sind sogenannte Auslassungspunkte, die z. B. bei einem Zitat für weggelassene Wörter stehen können
„Ich bin der Meinung …“

### Abkürzungen und Zahlwörter
- Abkürzungen, die nicht als Abkürzung ausgesprochen werden, schreibt man in der Regel mit Punkt(en):
u. (man spricht: „und“)
z. B. (man spricht: „zum Beispiel“)

- Ein Punkt steht nach mit Ziffern geschriebenen Ordnungszahlwörtern, z. B. bei Datumsangaben
der 13. Dezember (= der dreizehnte Dezember)
13.12.2022

### Punkte als Gliederungszeichen
Der Punkt
- wird in Deutschland und in Österreich bei großen Zahlen zur Zifferngruppierung verwendet, um die Lesbarkeit zu verbessern
100.000
2.000.000 (= 2 Millionen)

- wird in der Schweiz bei Preisangaben verwendet[1]
Fr. 3.60  (aber: 3,60 Franken)

- wird in vielen englischsprachigen Ländern sowie in einigen Kantonen der Schweiz (Kanton St. Gallen[2] oder Kanton Zürich) und generell im EDV-Bereich als Dezimaltrennzeichen verwendet
The difference is 1.5 (= Die Differenz ist 1,5)

- trennt Stunde und Minuten in Zeitangaben (hier ist auch ein Doppelpunkt möglich)[3]
10.30 Uhr (oder 10:30 Uhr)

- wird bei der Gliederung von Texten in den Nummern der Unterabschnitte verwendet
Kapitel 1.4 (sprich: eins vier)

- wird in vielen (fachspezifischen) Fällen zur Gliederung von Zeichenketten verwendet, z. B. bei Hostnamen oder IP-Adressen
Hostname: de.wikipedia.org
IP-Adresse: 123.123.1.104

### Der Punkt in statistischen Tabellen
Nach DIN 55301 (Gestaltung statistischer Tabellen) steht der Punkt für „Zahlenwert unbekannt oder geheim zu halten“ als wertersetzendes Zeichen (im Gegensatz zu wertergänzenden Zeichen, auch Qualitätsanzeigern). Genau so wird das Zeichen auch in Tabellen der amtlichen Statistik verwendet.

## Amtliche deutsche Rechtschreibregeln
Hinweis: Die Regeln werden hier nicht wörtlich zitiert. Die im Text genannten Paragraphen sind als Verweis auf das amtliche Regelwerk zu verstehen.

### Schlusspunkt
(§ 67) Der Schlusspunkt – auch Satzendepunkt oder kurz Satzpunkt genannt – steht am Ende eines Ganzsatzes.
Meistens handelt es sich um Aussagesätze:
„Westwinde bringen meist Regen.“ – „Heute regnet es, aber morgen wird hoffentlich wieder die Sonne scheinen.“
Ein Aussagesatz liegt auch in Fällen wie diesen vor (der übergeordnete Satz ist jeweils ein Aussagesatz):
„Der Vater befahl ihm, sofort zurückzukommen.“ – „Er fragte mich, wie ich heiße.“ – „Sie rief mir zu, ich möge stehen bleiben.“
Nach Aufforderungssätzen, die ohne Nachdruck gesprochen werden, steht ebenfalls ein Punkt:
„Bitte gib mir das Buch.“ – „Vgl. § 17 EStG.“ – „Siehe Seite 3.“ – „Hier ist kein Rufzeichen zu setzen.“ – „Du sollst schweigen.“

### Weglassen des Punktes
(§ 67 E3 und § 68) Kein Punkt wird bei freistehenden Zeilen gesetzt, also unter anderem
- nach Namen auf Visitenkarten und in Briefköpfen,
- nach Anschriften,
- nach Überschriften,
- nach Buch-, Aufsatz- und Zeitungstiteln und ihren selbständigen Teilen, die ohnedies durch die Anordnung deutlich abgehoben sind,
- nach selbständigen Datumsangaben,
- nach Unterschriften.

(§ 92) Kein Punkt wird nach einem angeführten Satz gesetzt, wenn dieser am Anfang oder innerhalb eines Gesamtsatzes steht.

### Der Abkürzungspunkt
(§ 101 und § 102) Bestimmte Abkürzungen werden mit Punkt geschrieben:
d. h. – usw. – u. dgl. – Dr. med. – Univ.-Prof. – S. 9 – n. Chr.
(§ 103) Steht ein Abkürzungspunkt am Satzende, so dient er gleichzeitig als Schlusspunkt, das heißt, es wird kein weiterer Punkt gesetzt:
„Namen verschiedener alter Münzen lauten: Gulden, Kreuzer, Batzen, Taler usw.“

### Der Punkt bei Ordnungszahlen
(§ 104) Ein Punkt wird nach Ziffern gesetzt, die für Ordnungszahlen stehen:
- Joseph II. (sprich: Joseph der Zweite, Joseph dem Zweiten, Joseph den Zweiten)
- Josephs II. (sprich: Josephs des Zweiten)
- 28. November 1977 – 4. Schularbeit – 2. Auflage

(§ 105) Steht eine Ordnungszahl am Satzende, so dient der Punkt gleichzeitig als Schlusspunkt:
„Der Nachfolger Wilhelms I. war Friedrich III.“

## Der Punkt als Unterscheidungszeichen
Den Ziffern 6 und 9 wird in Fällen, in denen eine gegenseitige Verwechslung gegeben sein kann (Aufdrucke, Lose usw.), in der Regel ein Punkt nachgestellt. Beispiel: 6. auf der Loskugel beim Lotto.

## Darstellung des Punktes
In der Vergrößerung am Artikelanfang ist der Punkt abgebildet. Auch kreisförmige Punkte kommen aber vor, besonders in handschriftlichen Aufzeichnungen. In einigen asiatischen Sprachen, besonders im Japanischen und Chinesischen, wird ein kleiner Kreis (U+3002, 。) an Stelle eines ausgefüllten Punktes verwendet. Zusätzlich gibt es noch eine Variante des Punktes (U+FF0E, ．) für den vollbreiten Schriftsatz, der in diesen Sprachen verwendet wird.

## Historisches

Punkte trennen die einzelnen lateinischen Wörter auf der Inschrift der Trajanssäule.

Historisch wurden Texte in der Scriptura continua zunächst ohne Trennung geschrieben. Dann entstanden Zeichen, die einzelne Wörter und Sätze voneinander trennen. Das älteste Zeugnis stammt aus dem 9. Jahrhundert v. Chr. Eine nach dem König Mescha von Moab benannte Stele berichtet in 34 Zeilen von seinem Sieg über Israel unter erstmaliger Verwendung von Satzzeichen: Zwischen allen Wörtern wurde ein Punkt auf halber Höhe gemeißelt, und zwischen allen Sätzen befindet sich ein waagerechter Strich. Damit war der Punkt als grafisches Zeichen zur Worttrennung erfunden. Der Punkt als Worttrenner findet sich auch in römischen Inschriften, etwa auf der Trajanssäule.